# Graptomyza longqishanica
Graptomyza longqishanica är en tvåvingeart som beskrevs av Huang och Cheng 1995. Graptomyza longqishanica ingår i släktet Graptomyza och familjen blomflugor. Inga underarter finns listade i Catalogue of Life.